# Regenboldshorn
Regenboldshorn är en bergstopp i Schweiz.   Den ligger i distriktet Obersimmental-Saanen och kantonen Bern, i den sydvästra delen av landet, 60 km söder om huvudstaden Bern. Toppen på Regenboldshorn är 2 193 meter över havet, eller 110 meter över den omgivande terrängen. Bredden vid basen är 0,74 km.
Terrängen runt Regenboldshorn är huvudsakligen bergig, men åt nordost är den kuperad. Närmaste större samhälle är Sierre, 16,8 km söder om Regenboldshorn. 
Trakten runt Regenboldshorn består i huvudsak av gräsmarker. Runt Regenboldshorn är det ganska glesbefolkat, med 32 invånare per kvadratkilometer.